# Giuseppe Simone Assemani
Giuseppe Simone Assemani (arab. يوسف بن سمعان السمعاني, Jusuf ibn Siman as-Simani; ang. Joseph Simon Assemani; łac. Ioseph Simonius Assemanus; ur. 27 lipca 1687, zm. 13 stycznia 1768 w Rzymie) – libański orientalista, syriolog.

## Życiorys
Był duchownym maronickim. Pracował w Bibliotece w Watykanie. Napisał wiele ważnych dzieł o historii kościołów wschodnich. Omówił w nich sylwetki wielu pisarzy ortodoksyjnych, monofizyckich i nestoriańskich. Był też wydawcą dzieł  św. Efrema Syryjczyka. Jego bratankami byli: Stefano Evodio Assemani i Giuseppe Luigi Assemani

## Wybrane publikacje
- Ephraemi Syri opera omnia quae extant, Gr., Syr., et Lat., 6 vols. folio (Rome, 1737–1746). He edited the first three volumes, volumes 4 and 5 were edited by the  Maronite Jesuit Mubarak, or Benedictus, and the 6th by his nephew Stefano Evodio Assemani.
- Italicae historiae scriptores ex bibliothecae Vaticanae aliarumque insignium Bibliothecarum manuscriptis codicibus collegit, e praefationibus, notisque illustravit Joseph Simonius Assemanus. Romae, ex typographia Komarek apud Angelum Rotilium, 1751.
- Codex canonum Ecclesiae graecae. Romae, ex typographia Komarek, 1762.
- De scriptoribus Syris orthodoxis. Romae, typis Sacrae Congregationis de Propaganda Fide, 1719.
- Bibliotheca juris orientalis canonici et civilis auctore Josepho Simonio Assemano. (5 voll.) Romae, ex typographia Komarek, 1762-1766.
- Italicae historiae scriptores ex Bibliothecae Vaticanae, aliarumque insignium bibliothecarum manuscriptis codicibus collegit & praefationibus, notisque illustravit Joseph Simonius Assemanus ... De rebus Neapolitanis et Siculis, ab anno Christi quingentesimo ad annum millesimum ducentesimum. (4 voll.) Romae, ex typographia Komarek, apud Angelum Rotilium, Linguarum Orientalium Typographum, 1751-1753.
- Josephi Simoni Assemani De Syris monophysitis dissertatio. Romae, ex typographia Sacrae Congregationis de propaganda fide, 1730.
- Josephi Simonii Assemani Quae hactenus typis prodierunt opera omnia. Romae, ex typographia Angeli Rotilii, & Philippi Bacchelli, e regione domus PP. Theatinorum S. Andreae de Valle, 1751.
- De sacris imaginibus et reliquiis, prévu en 5 volumes. Une partie des manuscrits fut sauvée et des extraits publiés par Bottarius (Rome, 1776).
- https://books.google.it/books?id=o4pYAAAAMAAJ&printsec=frontcover&dq=Giuseppe+Simone+Assemani&lr=&as_brr=1#v=onepage&q=Giuseppe%20Simone%20Assemani&f=false, Kalendaria Ecclesiae universae, in quibus tum ex vetustis marmoribus, tum ex codicibus, tabulis, parietinis, pictis, scriptis, scalptisve, sanctorum nomina,imaagines, et festi per annum dies Ecclesiarum Orientis, et Occidentis praemissis uniuscujusque Ecclesiae originibus recensentur, describuntur, notisque illustrantur. (6 voll.) Roma, sumptibus Fausti Amidei ..., 1755.
- Rudimenta linguae Arabicae cum catechesi christiana.... Romae, typis Sacrae Congregationis de Propaganda Fide, 1732.
- Nuova grammatica per apprendere agevolmente la lingua greca composta da monsignor Giuseppe Simonio Assemani. (2 voll.) In Urbino, nella stamperia della Ven. Cap. del SS. Sagramento per lo stampator Camerale, 1737.
- Oratio de eligendo summo Pontifice ad E. mos & R. mos Principes S.R.E. Cardinales habita in SS. Basilica Vaticana a Josepho Simonio Assemano, die 18 Februarii 1740. Romae, ex tipographia Apostolica Vaticana, apud Joannem Mariam Salvioni, 1740.
- Oratio habita in Basilica principis apostolorum de vrbe sie 22. februarii 1733. A Josepho Simonio Assemano ... dum a capitulo, et canonicis Benedicto XIII pontifici maximo solenne exequiae celebrarentur, antequam ejus corpus inde ad ecclesiam Santae Mariae supra Mineruam efferretur. Romae, & Ferrariae, Typis Bernardini Pomatelli impressoris episcopalis, 1733.
- Abraham Echellensis; Chronicon Orientale," publié dans "Scriptores Historiae Byzantinae," vol. XVII.
- Scriptorum Veterum Nova Collectio (Rome, 1831). Plusieurs dissertations, sur les Églises Orientales, publiées par le cardinal Angelo Mai.
- Bibliothecae apostolicae vaticanae codicum manuscriptorum catalogus in tres partes distributus in quarum prima orientales in altera graeci in tertia latini italici aliorumque europaeorum idiomatum codices Stephanus Evodius Assemanus archiepiscopus apamensis et Joseph Simonius Assemanus. Paris, Maisonneuve, 1926.